# 萨勒吾则克乡
萨勒吾则克乡（維吾爾語：سالغوزەك يېزىسى‎，拉丁维文：Salghozek Yëzisi），是中华人民共和国新疆维吾尔自治区和田地區民丰县下辖的一个乡镇级行政单位。

## 行政区划
萨勒吾则克乡下辖以下地区：
喀拉墩村、琼艾格勒村、巴格其村、乌堂村、古勒巴格村、萨热依村和哈达提坎村。